# Alandský lívanec

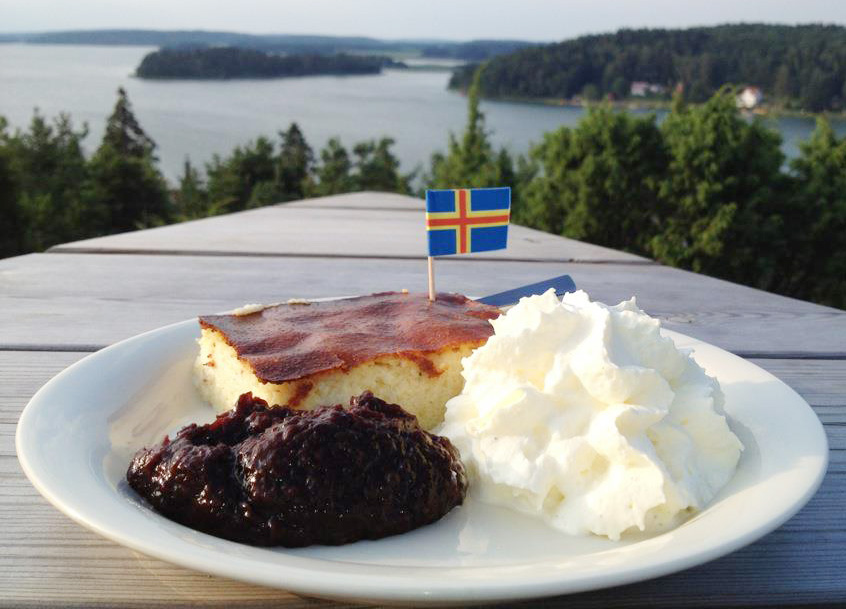
Alandský lívanec, ozdobený alandskou vlajkou

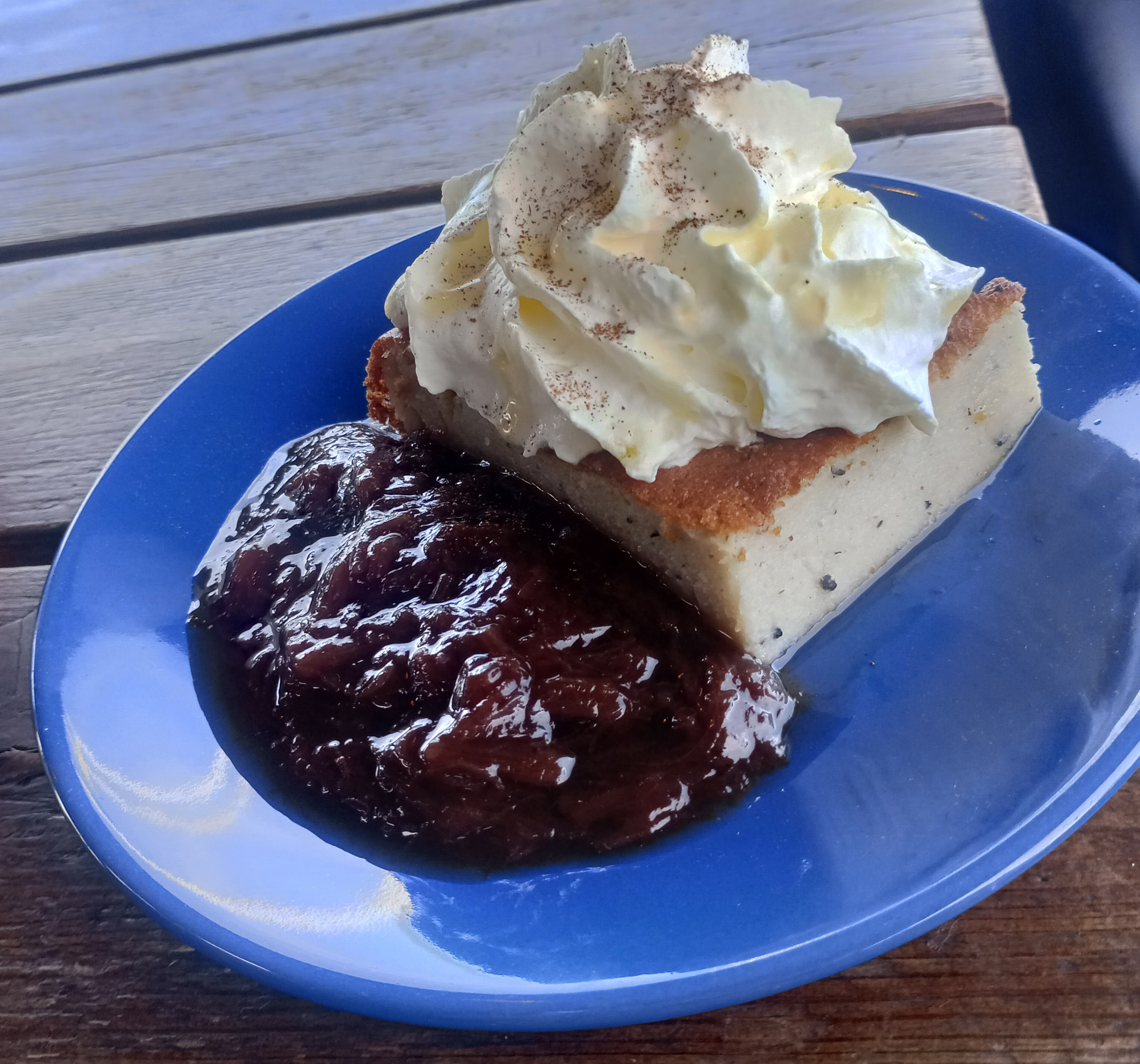
Alandský lívanec s rebarborovým džemem

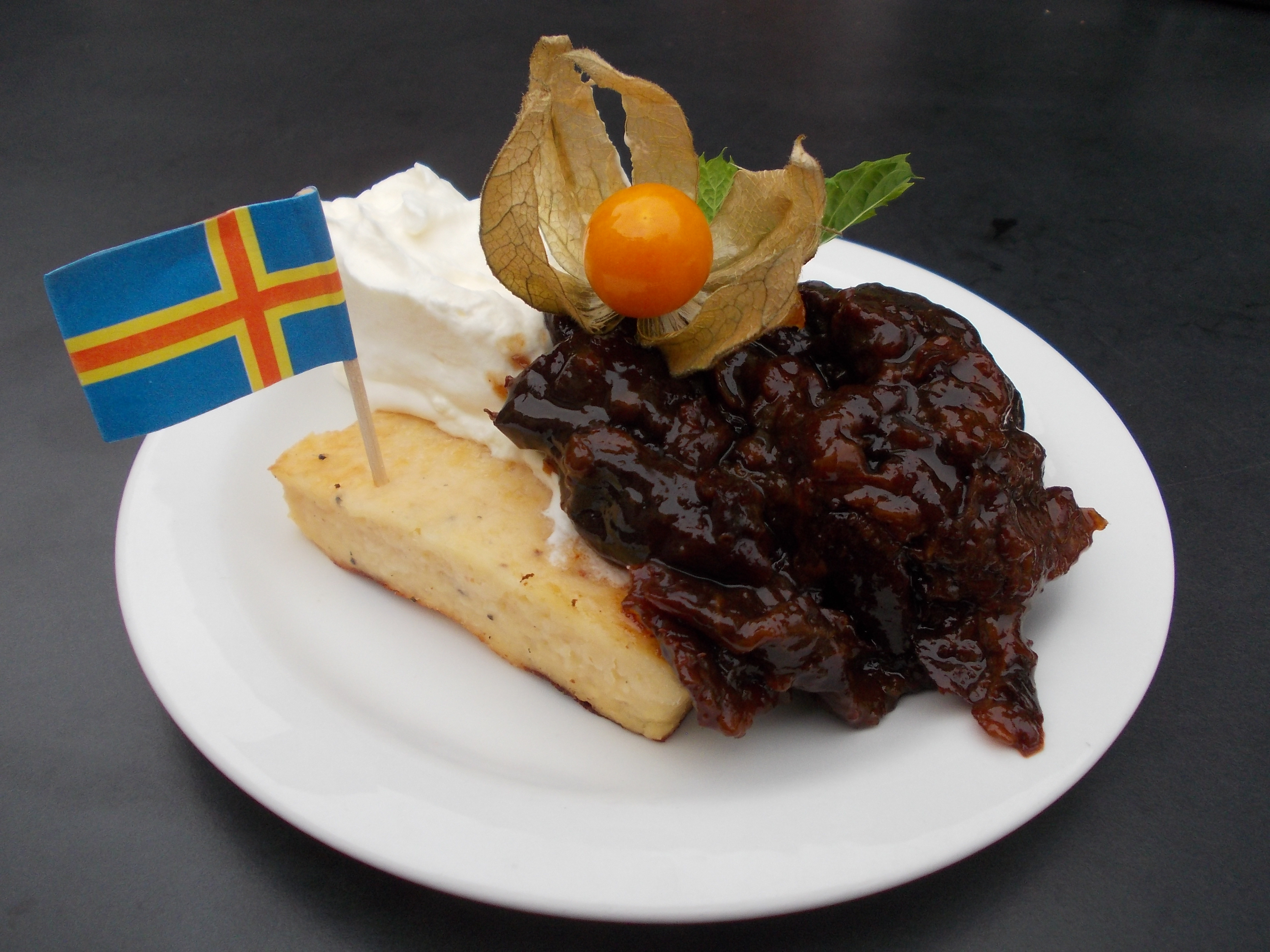
Alandský lívanec se švestkovým džemem, ozdobený židovskou třešní a alandskou vlajkou

Alandský lívanec (švédsky ålandspannkaka) je druh lívance z krupice, který se peče v troubě. Je to jeden z nejtypičtějších pokrmů alandské kuchyně. V Mariehamnu, alandském hlavním městě, se každoročně 9. června (na den alandské autonomie) koná slavnost spojená s podáváním alandských lívanců.
Podobným pokrmem je gotlandský lívanec ze švédského ostrova Gotland, který se ovšem vyrábí z rýže a bývá ochucen šafránem.

## Příprava a podávání
Základem těsta na alandský lívanec je krupice, vejce a cukr, těsto je dále doplněno o špetku soli a kardamomu. Krupici lze případně nahradit rýžovým pudinkem. Po upečení se alandský lívanec podává se švestkovým (případně i jiným) džemem a šlehačkou. Někdy se podává jako dezert, někdy jako svačina.